# Paul George
Paul George (* 2. května 1990, Palmdale, USA) je americký profesionální basketbalista, hráč týmu NBA Los Angeles Clippers.

## Basketbalová kariéra
- 2010–2017 Indiana Pacers
- 2017–2019 Oklahoma City Thunder
- od 2019 Los Angeles Clippers

V roce 2013 získal Paul George titul pro hráče, který se v uplynulé sezóně nejvíce zlepšil – NBA Most Improved Player Award. Následujícího roku však jeho kariéru málem ukončilo zranění – v přípravném utkání před mistrovstvím světa kvůli pádu na konstrukci koše utrpěl otevřenou zlomeninu nohy. O dva roky později se nicméně stal součástí amerického týmu, který vybojoval zlato na LOH 2016 v Riu de Janeiru.